# Diplazium nemorale
Diplazium nemorale là một loài thực vật có mạch trong họ Woodsiaceae. Loài này được (Baker) Schelpe miêu tả khoa học đầu tiên năm 1967.